# Friedelehe
Le Friedelehe, littéralement "mariage amoureux", est un terme désignant une forme de mariage germanique qui aurait existé au Haut Moyen Âge. Le concept a été introduit dans les années 1920 par Herbert Meyer. Il existe une certaine controverse quant à l'existence d'une telle forme de mariage, comme quasi-mariage. Les historiens s'accordent à dire qu'il n'était pas accepté par l'Église.

## Étymologie
Le terme Friedelehe signifie approximativement "mariage amoureux". Le mot allemand moderne Friedel est dérivé du vieux haut allemand friudil, qui signifiait «amant» ou «chérie»,  à son tour dérivé de frijōn "aimer". Le friudil est semblable au vieux norrois fridl, frilla, "amant" de frille danois et norvégien moderne.
Friedel est composé du mot Ehe "mariage", du vieux haut allemand ēha ou ēa "mariage", qui à son tour renvoie à la forme ēwa, signifiant (approximativement) "loi" cosmique ou divine. Une forme du vieux haut allemand * frudilēha n'est elle-même apparemment pas attestée, contribuant à la polémique sur l'authenticité du terme moderne.

## Les caractéristiques duFriedeleheselon Meyer
Selon Herbert Meyer, les caractéristiques de Friedelehe étaient :
- Le mari ne devenait pas le tuteur légal de sa femme, contrairement au Muntehe, ou mariage d'intérêt.
- Le mariage était basé sur un accord consensuel entre mari et femme, c'est-à-dire que les deux souhaitent se marier.
- La femme pouvait aussi bien demander le divorce que le mari.
- Le Friedelehe était généralement contracté entre des couples de statut social différent.
- Le Friedelehe n'était pas synonyme de polygynie, mais la permettait.
- Les enfants d'un Friedelehe n'étaient pas sous le contrôle du père, mais uniquement sous celui de la mère.
- Les enfants d'un Friedelehe jouissaient initialement de tous les droits d'héritage; sous l'influence croissante de l'Église, leur position s'affaiblit continuellement.
- Un Friedelehe naît uniquement par le rapt de la mariée au domicile du marié et la consommation de la nuit de noces; la mariée reçoit également un Morgengabe.
- Un Friedelehe pouvait être converti en Muntehe (mariage d'intérêt ou sous tutelle), si le mari transmettait par la suite la dot.

Charlemagne est né d'un Friedelehe, lui qui a conquis une grande partie de l'Europe au Haut Moyen Âge. Ses parents, Pépin le Bref et Bertrade de Laon, étaient liés par un contrat privé, non considéré comme une union légale ; le couple ne s'est marié qu'en 744,. Selon Meyer, le Friedelehe fut déclaré illégitime par l'Église au IXe siècle. Néanmoins, des vestiges de cette forme de mariage auraient persisté jusqu'aux temps modernes, reflétés sous la forme du mariage morganatique (également appelé mariage de la main gauche).
En plus de Friedelehe, on dit que le Muntehe, le Kebsehe (concubinage), le Raubehe (enlèvement) et le Entführungsehe (fugue) ont existé au Moyen Âge.[réf. nécessaire]

## Critique de la définition de Meyer
D'après de récentes recherches (entre autres celle d'Else Ebel, Karl Heidecker[réf. nécessaire] et Andrea Esmyol), de nombreux indices tendent à montrer que le Friedelehe est un simple artefact de la recherche, une construction qui est née d'une interprétation erronée des sources par Meyer. Les points critiques suivants ont été soulevés :
- Ebel a passé en revue les sources en vieux norrois utilisées par Meyer et n'a pas pu confirmer ses conclusions. Elle lui a reproché d'avoir sorti certaines citations de leur contexte, en déformant leur sens[6].
- Selon Esmyol, les citations textuelles utilisées par Meyer concernent toutes soit le concubinage, soit les mariages d'intérêt, et ne conduisent à aucune conclusion sur l'existence d'une forme de mariage plus libre telle que le Friedelehe[7] .
- De plus, les sources les plus fréquemment utilisées par Meyer datent d'une époque où, même selon lui, le Friedelehe n'existait plus.

## Littérature
- Meyer, Herbert. Friedelehe und Mutterrecht (Friedelehe et les droits maternels) . Weimar 1927 (Bien que la date de publication soit assez ancienne, cela continue d'être l'œuvre de référence en ce qui concerne le Friedelehe.)
- Peuckert, Will-Erich. Ehe; Weiberzeit-Männerzeit-Saeterehe-Hofehe-Freie Ehe . Classen, Hambourg.

## Sources
- (anglais) Cet article est partiellement ou en totalité issu de l’article de Wikipédia en anglais intitulé « Friedelehe » (voir la liste des auteurs).

1. ↑  Ruth Mazo Karras, Sexuality in Medieval Europe: Doing Unto Others, 20 janvier 2017 (ISBN 9781351979900, lire en ligne)
2. ↑  Suzanne Fonay Wemple, Women in Frankish Society: Marriage and the Cloister, 500 to 900, 16 décembre 2015 (ISBN 9781512821338, lire en ligne)
3. ↑  Deutsches Wörterbuch of Jacob Grimm and Wilhelm Grimm. 16 Vols, 32 Fasicles]. Leipzig: S. Hirzel 1854-1960. -- Edition of 1971. Available online 
here.
4. ↑  (en) Alessandro Barbero, Charlemagne: Father of a Continent, University of California Press, 10 septembre 2004 (ISBN 978-0-520-23943-2, lire en ligne), p. 132
5. ↑  Frank Northen Magill et Alison Aves, Dictionary of World Biography: The Middle Ages, 1998 (ISBN 9781579580414, lire en ligne)
6. ↑  Ebel, Else. Der Konkubinat nach altwestnordischen Quellen: Philologische Studien zur sogenannten "Friedelehe." (Concubinage According to Old West Nordic Sources: Philological Studies on the So-Called "Friedelehe."). Ergänzungsbände zum Reallexikon der germanischen Altertumskunde 8, Berlin, Walter de Gruyter, 1993.
7. ↑  Andrea Esmyol, Geliebte oder Ehefrau? : Konkubinen im frühen Mittelalter (Lover or Wife? Concubines in the early Middle Ages), Köln, Böhlau, 2002 (ISBN 3-412-11901-6, OCLC 49584572, lire en ligne)